# Dennis Seidenberg
Dennis Marvin Seidenberg, född 18 juli 1981 i Villingen-Schwenningen, Västtyskland, är en tysk professionell ishockeyspelare som spelar som back för New York Islanders i National Hockey League (NHL). Han har tidigare spelat på NHL-nivå för Philadelphia Flyers, Phoenix Coyotes, Carolina Hurricanes, Florida Panthers och Boston Bruins. Seidenberg har också tidigare spelat på lägre nivåer för Philadelphia Phantoms i AHL och Adler Mannheim i DEL.
Seidenberg valdes av Philadelphia Flyers i sjätte rundan i 2001 års NHL-draft. Under sina fyra år i Philadelphia delade han speltiden mellan Flyers och farmarlaget Phantoms. 2010–2011 vann han Stanley Cup med Bruins.
Dennis Seidenbergs bror Yannic Seidenberg är också ishockeyspelare och har spelat för Tyskland i flera VM-turneringar.

## Statistik

### Klubbkarriär
| 1999–2000  | Adler Mannheim        | DEL        | 3   | 0  | 0   | 0   | 0   | —  | — | —  | —  | —  |
|            | Mannheimer ERC II     | Oberliga   | 52  | 12 | 28  | 40  | 28  | —  | — | —  | —  | —  |
| 2000–2001  | Adler Mannheim        | DEL        | 55  | 2  | 5   | 7   | 6   | 12 | 0 | 1  | 1  | 10 |
| 2001–2002  | Adler Mannheim        | DEL        | 55  | 7  | 13  | 20  | 56  | 8  | 0 | 0  | 0  | 2  |
| 2002–2003  | Philadelphia Flyers   | NHL        | 58  | 4  | 9   | 13  | 20  | —  | — | —  | —  | —  |
|            | Philadelphia Phantoms | AHL        | 19  | 5  | 6   | 11  | 17  | —  | — | —  | —  | —  |
| 2003–2004  | Philadelphia Flyers   | NHL        | 5   | 0  | 0   | 0   | 2   | 3  | 0 | 0  | 0  | 0  |
|            | Philadelphia Phantoms | AHL        | 33  | 7  | 12  | 19  | 31  | 9  | 2 | 2  | 4  | 4  |
| 2004–2005  | Philadelphia Phantoms | AHL        | 79  | 13 | 28  | 41  | 47  | 18 | 2 | 8  | 10 | 19 |
| 2005–2006  | Philadelphia Flyers   | NHL        | 29  | 2  | 5   | 7   | 4   | —  | — | —  | —  | —  |
|            | Phoenix Coyotes       | NHL        | 34  | 1  | 10  | 11  | 14  | —  | — | —  | —  | —  |
| 2006–2007  | Phoenix Coyotes       | NHL        | 32  | 1  | 1   | 2   | 16  | —  | — | —  | —  | —  |
|            | Carolina Hurricanes   | NHL        | 20  | 1  | 5   | 6   | 2   | —  | — | —  | —  | —  |
| 2007–2008  | Carolina Hurricanes   | NHL        | 47  | 0  | 15  | 15  | 18  | —  | — | —  | —  | —  |
| 2008–2009  | Carolina Hurricanes   | NHL        | 70  | 5  | 25  | 30  | 37  | 16 | 1 | 5  | 6  | 16 |
| 2009–2010  | Florida Panthers      | NHL        | 62  | 2  | 21  | 23  | 33  | —  | — | —  | —  | —  |
|            | Boston Bruins         | NHL        | 17  | 2  | 7   | 9   | 6   | —  | — | —  | —  | —  |
| 2010–2011  | Boston Bruins         | NHL        | 81  | 7  | 25  | 32  | 41  | 25 | 1 | 10 | 11 | 31 |
| 2011–2012  | Boston Bruins         | NHL        | 80  | 5  | 18  | 23  | 39  | 7  | 1 | 2  | 3  | 2  |
| 2012–2013  | Boston Bruins         | NHL        | 46  | 4  | 13  | 17  | 10  | 18 | 0 | 1  | 1  | 4  |
| 2013–2014  | Boston Bruins         | NHL        | 34  | 1  | 9   | 10  | 10  | —  | — | —  | —  | —  |
| 2014–2015  | Boston Bruins         | NHL        | 82  | 3  | 11  | 14  | 34  | —  | — | —  | —  | —  |
| 2015–2016  | Boston Bruins         | NHL        | 61  | 1  | 11  | 12  | 24  | —  | — | —  | —  | —  |
| NHL totalt | NHL totalt            | NHL totalt | 758 | 39 | 185 | 224 | 310 | 69 | 3 | 18 | 21 | 53 |
| AHL totalt | AHL totalt            | AHL totalt | 131 | 25 | 46  | 71  | 95  | 27 | 4 | 10 | 14 | 23 |
| DEL totalt | DEL totalt            | DEL totalt | 139 | 11 | 36  | 47  | 82  | 20 | 0 | 1  | 1  | 12 |